# Faded (singel Alana Walkera)
Faded – trzeci singel norweskiego producenta muzycznego Alana Walkera wydany 25 listopada 2015 roku.

## Lista utworów
- Digital download (25 listopada 2015)[1]

1. „Faded” – 3:32
2. „Faded” (Instrumental) – 3:35

- Digital download (4 grudnia 2015)[2]

1. „Faded” – 3:32

- Digital download (29 kwietnia 2016)[3]

1. „Faded” (Tiësto’s Deep House Remix) – 4:29
2. „Faded” (Dash Berlin Remix) – 4:35
3. „Faded” (Tungevaag & Raaban Remix) – 4:11
4. „Faded” (Y&V Remix) – 4:33
5. „Faded” (Tiësto’s Northern Lights Remix) – 4:10
6. „Faded” (Luke Christopher Remix) – 3:26

- CD singel (13 maja 2016)[4]

1. „Faded” – 3:33
2. „Faded” (Instrumental) – 3:36
3. „Faded” (Restrung) – 3:37
4. „Faded” (Tiësto’s Deep House Remix) – 4:29
5. „Faded” (Tiësto’s Northern Lights Remix) – 4:12

- LP (27 maja 2016)[5]

A1 „Faded” – 3:33
B1 „Faded” (Instrumental) – 3:36
B2 „Faded” (Restrung) – 3:37

## Produkcja
Wokal został wykonany przez Iselin Solheim.

## Teledysk
Teledysk do utworu wyreżyserowany przez Rikkarda i Tobiasa Häggboma został opublikowany 3 grudnia 2015 roku. Teledysk został nakręcony w Tallinnie. Teledysk do wersji Restrung również został wyreżyserowany przez Rikkarda i Tobiasa Häggboma, a został opublikowany 11 lutego 2016 roku.

## Pozycje na listach i certyfikaty
| Państwo           | Lista (2015–2018)           | Najwyższa pozycja |
| ----------------- | --------------------------- | ----------------- |
| Norwegia          | Top 40 Singles              | 1                 |
| Rosja             | Wekkly Top Hit 100          | 1                 |
| Szwecja           | Top 100 Singles             | 1                 |
| Finlandia         | Top 20 Singles              | 1                 |
| Austria           | Singles Top 75              | 1                 |
| Niemcy            | Top 100 Singles             | 1                 |
| Szwajcaria        | Singles Top 75              | 1                 |
| Francja           | Top 200 Singles             | 1                 |
| Włochy            | Top 100 Singles             | 1                 |
| Węgry             | Single (track) Top 20 lista | 1                 |
| Belgia (Walonia)  | Ultratop 50 Singles         | 1                 |
| Belgia (Flandria) | Ultratop 50 Singles         | 2                 |
| Holandia          | Single Top 100              | 2                 |
| Australia         | Top 50 Singles              | 2                 |
| Nowa Zelandia     | Top 40 Singles              | 2                 |
| Portugalia        | Top 100 Singles             | 2                 |
| Dania             | Track Top-40                | 3                 |
| Irlandia          | Top 100 Singles             | 6                 |
| Wielka Brytania   | Singles Top 200             | 7                 |
| Kanada            | Billboard Canadian Hot 100  | 32                |
| Stany Zjednoczone | Hot 100                     | 80                |

| Państwo           | Certyfikat | Sprzedaż  |
| ----------------- | ---------- | --------- |
| Polska            | 2×Diament  | 100 000   |
| Niemcy            | Diament    | 1 000 000 |
| Szwecja           | 13×Platyna | 520 000   |
| Norwegia          | 11×Platyna |           |
| Włochy            | 8×Platyna  | 400 000   |
| Australia         | 4×Platyna  | 280 000   |
| Hiszpania         | 4×Platyna  |           |
| Kanada            | 4×Platyna  | 120 000   |
| Austria           | 2×Platyna  | 30 000    |
| Belgia            | 2×Platyna  | 40 000    |
| Dania             | 2×Platyna  | 120 000   |
| Nowa Zelandia     | 2×Platyna  |           |
| Finlandia         | Platyna    |           |
| Stany Zjednoczone | Platyna    | 1 000 000 |
| Wielka Brytania   | Platyna    | 600 000   |
| Francja           | Złoto      | [ 52 ]    |
| Holandia          | Złoto      |           |
| Meksyk            | Złoto      | 30 000    |